# Operazione Giungla
L'Operazione Giungla fu un piano del servizio segreto estero britannico (MI6) nei primi anni della guerra fredda (1948-1955) finalizzato all'inserimento clandestino di agenti nella resistenza in Polonia e nei Paesi baltici. Gli agenti erano per lo più esuli polacchi, estoni, lettoni e lituani addestratisi nel Regno Unito e in Svezia per fungere da tramite con la resistenza antisovietica negli stati occupati (ovvero i soldati maledetti e i Fratelli della foresta). Le operazioni navali del programma vennero effettuate da membri dell'amministrazione tedesca per lo sminamento (Deutscher Minenräumdienst) sotto il controllo della marina inglese. Anche la rete di spionaggio creata da Reinhard Gehlen durante la guerra, ora legata agli statunitensi, risultò coinvolta nel progetto di inserimento degli agenti in Europa orientale. Il KGB riuscì a sgominare questa attività infiltrandosi in essa e quindi catturando o sfruttando per i suoi scopi la maggior parte degli agenti.

## Preparazione
Alla fine degli anni Quaranta, l'MI6 creò un centro speciale di addestramento a Chelsea, Londra, finalizzato a preparare agenti da inviare negli Stati baltici. L'operazione assunse il nome in codice "Giungla" (Jungle) e finì sotto la supervisione di Henry Carr, direttore del Dipartimento del Nord Europa dell'MI6, e dal capo della sezione baltica Alexander McKibbin. Il gruppo estone era guidato da Alfons Rebane, il quale aveva in passato prestato servizio nelle Waffen-SS Standartenführer durante l'occupazione dell'Estonia da parte della Germania nazista, quello lettone dall'ex ufficiale della Luftwaffe Rūdolfs Silarājs e quello lituano dal professore di storia Stasys Žymantas.
La Gehlen Organization, ovvero l'agenzia d'intelligence istituita dalle autorità di occupazione americane nella Germania Ovest nel 1946 e presidiata dagli ex membri della Fremde Heere Ost affiliati alla Wehrmacht (Armate Straniere Orientali), reclutò anche agenti tra i gruppi di emigrati dell'Europa orientale per le operazioni. Gli agenti si spostarono via mare sotto la copertura del "British Baltic Fishery Protection Service" (BBFPS), un'organizzazione di comodo fondata nella Germania occupata dagli inglesi, utilizzando un vecchio S-boot riconvertito al termine della seconda guerra mondiale. Il comandante della Royal Navy Anthony Courtney risultò favorevolmente colpito dalle potenziali capacità degli scafi dell'ex S-boot; John Harvey-Jones del reparto d'intelligence navale fu incaricato del progetto e scoprì che la Royal Navy aveva ancora due S-boot a disposizione, il P5230 e il P5208. Questi salparono alla volta di Portsmouth, dove una delle imbarcazioni subì modifiche per ridurne il peso e aumentarne la potenza. Per una maggiore copertura, un ex capitano tedesco della'S-boot, Hans-Helmut Klose, e un equipaggio tedesco della German Mine Sweeping Administration sono stati reclutati per equipaggiare l'E-boat.
Gli agenti sbarcarono a Saaremaa (Estonia), nei pressi di Ventspils (Lettonia), a Palanga (Lituania) e a Ustka (Polonia) attraversando Bornholm, Danimarca, dove fu inviato un ultimo segnale radio da Londra alle barche per entrare nelle acque territoriali rivendicate dall'URSS. Le barche procedettero verso le loro destinazioni tenendosi diverse miglia al largo, al riparo dell'oscurità e incontrando infine i collaboratori locali raggiungendoli tramite scialuppe.

## Fasi dell'operazione
La realizzazione dell'operazione prevedeva una serie di fasi. Il primo trasporto di agenti avvenne nel maggio 1949, con sei uomini che si imbarcarono a Kiel su una nave presidiata da Hans-Helmut Klose e da un equipaggio teutonico. Gli ufficiali britannici a bordo, i tenenti comandanti Harvey-Jones e Shaw, cedettero il comando della barca agli ufficiali svedesi a Simrishamn, nel sud della Svezia. L'equipaggio tedesco proseguì dunque tra la terraferma e l'isola di Öland, facendo rotta poi a est fino a Palanga, a nord di Klaipėda, raggiunta intorno alle 22:30. A 300 metri dalla riva i sei agenti si gettarono in acqua e salirono su un gommone utilizzato per dirigersi verso la riva. La barca, nel frattempo, tornò a Gosport, da dove salparono a bordo gli ufficiali britannici fino a Simrishamn e facendo rifornimento a Borkum.
Dopo il successo dell'operazione iniziale, l'MI6 proseguì con molti altri sbarchi improvvisati tramite scialuppe di fortuna. Due agenti raggiunsero Ventspils il 1º novembre 1949, mentre altri tre, poco più a sud dello stesso luogo, arrivarono il 12 aprile 1950: altri due uomini approdarono a dicembre a Palanga.
Alla fine del 1950, il reparto d'intelligence navale e l'MI6 costituirono un legame più stabile con Klose, il quale assunse un equipaggio di 14 marinai e spostò la barca nel porto di Finkenwerder. Fu in quel contesto che vide la luce il "British Baltic Fishery Protection Service", nato allo scopo di mascherarsi in maniera più credibile per sfuggire ai controlli più stringenti eseguiti sui pescatori della Germania Ovest da parte dei sovietici. Col tempo, emerse l'obiettivo secondario di monitoraggio visivo ed elettronico della costa baltica da Saaremaa, in Estonia, a Rügen, nella Germania Est. Per adempiere meglio a tale scopo, la barca fu riadattata con serbatoi di carburante aggiuntivi per navigare più a lungo e una vasta gamma di antenne e attrezzature americane per il SIGINT (spionaggio di segnali elettromagnetici) e l'ELINT (raccolta di informazioni). Nel corso di questa fase furono effettuati quattro sbarchi tra il 1951 e il 1952 con 16 agenti inseriti e cinque recuperati.
Nell'agosto 1952, un secondo S-boot fu messo in servizio come nave di rifornimento  e consorte per lo spionaggio di segnali elettromagnetici, facente capo al tenente E.G. Müller, un ex ufficiale esecutivo che prestò servizio sotto Klose durante la seconda guerra mondiale. Otto agenti polacchi giunsero nella propria patria per mezzo di sfere simili a palloncini spinte dalla corrente marina.
Durante il biennio 1954-1955, tre motoscafi tedeschi freschi di costruzione di classe Silbermöwe rimpiazzarono gli antiquati S-boot. Furono battezzati Gabbiano d'argento (in tedesco Silbermöwe, comandato da H.H. Klose), Gabbiano tempesta (Sturmmöwe, comandato da E.G. Müller) e Cigno selvatico (Wildschwan, con D. Ehrhardt). Le imbarcazioni furono costruite nel cantiere navale di Lürssen a Brema per la polizia di frontiera della Germania Ovest, ma con il pretesto che le barche superassero la velocità consentita dal trattato di Potsdam, le autorità francesi e britanniche confiscarono le navi per adoperarle nelle missioni di Klose. Nel febbraio 1955, mentre era in corso un monitoraggio SIGINT da Brüsterort a Liepāja, una motovedetta sovietica avvistò le imbarcazioni a 15 minuti al largo di Klaipėda; il cigno selvatico di Ehrhardt fu colpito dai sovietici ma, nonostante i danni, la barca tedesca sfuggì alla massima velocità possibile.

## Fallimento
Proprio quando l'operazioe Giungla sembrava riportare un qualche successo, fu gravemente compromessa dall'attività del controspionaggio sovietico, principalmente attraverso le informazioni fornite dai "cinque di Cambridge". Nella vasta contro-operazione "Lursen-S" (dall'impresa di costruzioni Lürssen, produttrice delle S-boot), l'NKVD e il KGB catturarono o uccisero quasi tutti i 42 agenti baltici attivi sul campo. Molti di loro furono costretti a lavorare per i sovietici e ciò permise loro di indebolire le fondamenta della resistenza baltica.
Uno degli agenti inviati in Estonia e catturati dal KGB, Mart Männik, ha scritto un'autobiografia intitolata Una rete ingarbugliata: una spia inglese in Estonia (A Tangled Web: A British Spy in Estonia), pubblicata postuma e tradotta in seguito in lingua inglese. Il libro fornisce un resoconto delle sue esperienze durante e dopo il fallimento dell'operazione.
L'MI6 sospese l'operazione nel 1955 a causa della crescente perdita di agenti e sospetti che le manovre fossero ormai irrimediabilmente compromesse. L'ultima missione fu uno sbarco a Saaremaa nell'aprile 1955. Mentre l'intera operazione dell'MI6 in Curlandia fu considerata un fiasco, le missioni di Klose vennero giudicate positivamente, in particolare per quanto riguardava le attività di SIGINT e le modalità di infiltrazione degli agenti sul campo. I motoscafi furono consegnati alla nuova Marina tedesca nel 1956.